# Bryaninops
Bryaninops bezeichnet eine Gattung der Grundeln (Gobiidae). Es sind kleine, nur 1,5 bis 5,5 Zentimeter lang werdende Fische, die in den Korallenriffen des tropischen Indopazifik, immer gut getarnt auf Korallen leben. Es gibt insgesamt zehn Arten, die erste wurde 1906 als Chaenogobius erythrops beschrieben. Die Gattung Bryaninops wurde erst 1959 aufgestellt.

## Lebensweise
Bryaninops-Grundeln leben eng gebunden an ihre Wirtskorallen. Die Größe der Korallen ist für die Anzahl der auf ihr lebenden Grundeln bestimmend. Auf zu kleinen Korallen leben noch nicht geschlechtsreife Einzeltiere. Größere Korallen können drei oder vier Grundeln bewohnen. Dreier-Gruppen bestehen aus einem Paar und einem Jungtier oder einem einzelnen adulten Tier und zwei Jungtieren. Vierer-Gruppen sind immer ein Paar mit zwei noch nicht geschlechtsreifen Fischen. Alle Jungtiere sind mit Erreichen der Geschlechtsreife zunächst Weibchen und können ihr Geschlecht später wechseln. Anscheinend ist auch der Geschlechtswechsel zurück zum Weibchen möglich.
Bryaninops-Grundeln ernähren sich von Zooplankton, das von der Strömung zu ihrer Wirtskorallen getragen wird.

## Fortpflanzung
Zur Fortpflanzung nagen die Grundeln an einer Stelle der Koralle das lebende Gewebe ab und legen ihre Eier auf das kahle Korallenskelett. Größere Korallen werden dadurch nur minimal geschädigt. Nach dem Schlüpfen der Jungen wächst das Gewebe nach. Das scheint auch der Grund zu sein, warum Paare nur in größeren Korallen leben.

## Arten
- Bryaninops amplus (Larson, 1985), lebt auf Gorgonien der Gattung Juncella und auf anderen Weichkorallen
- Bryaninops annella, Suzuki & Randall, 2014
- Bryaninops dianneae (Larson, 1985)
- Bryaninops discus, Suzuki, Bogorodsky & Randall, 2012
- Bryaninops earlei, Suzuki & Randall, 2014
- Bryaninops erythrops (Jordan & Seale, 1906), lebt auf Feuerkorallen (Millepora sp.) oder massiven Steinkorallen (Porites sp.)
- Bryaninops isis (Larson, 1985), lebt auf Gorgonien
- Bryaninops loki (Larson, 1985), lebt auf der Gorgonie Juncella fragilis
- Bryaninops natans (Larson, 1985), lebt auf Steinkorallen der Gattung Acropora
- Bryaninops nexus (Larson, 1985), lebt auf Acropora formosa
- Bryaninops ridens (Smith, 1959), lebt auf massiven Steinkorallen (Porites sp.) oder Feuerkorallen (Millepora sp.)
- Bryaninops spongicolus, Suzuki, Bogorodsky & Randall, 2012
- Bryaninops tectus, Suzuki & Randall, 2014
- Bryaninops tigris,(Larson, 1985), lebt auf Schwarzen Korallen (Antipatharia)
- Bryaninops translucens, Suzuki & Randall, 2014
- Bryaninops yongei (Davis & Cohen, 1969), lebt auf der Drahtkoralle Cirripathes anguina